# Jan Savitt

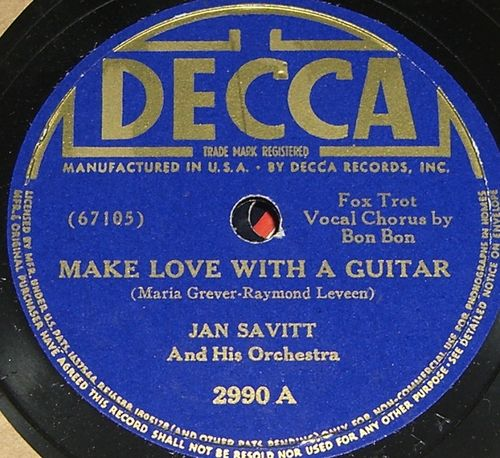
Decca Single von Jan Savitt: „Make Love with a Guitar“

Jan Savitt (* 4. September 1907 in Sankt Petersburg als Jacob Savetnick; † 4. Oktober 1948 in Sacramento) war ein aus Russland stammender, US-amerikanischer Violinist, Komponist, Arrangeur und Bigband-Leader im Bereich des Swing und der Populären Musik.

## Leben und Wirken
Jan Savitts Vater war Leiter der zaristischen Regimentskapelle; als Jan achtzehn Monate alt war, wanderte die Familie in die Vereinigten Staaten aus und zog nach Philadelphia. Er wurde nach seinen Musikstudien in Europa und am Curtis Institute of Music in Philadelphia mit 19 Jahren Violinist im Philadelphia Orchestra, wechselte schließlich von der klassischen zur Unterhaltungsmusik und wurde Mitarbeiter der NBC Station KYW in Philadelphia, wo er eine Studioband für Radioübertragungen leitete. Die große Resonanz dieser Programme führte dazu, dass er mit dieser Band Anfang 1936 auf Tournee ging; Savitt schrieb auch die Arrangements für dieses Orchester. 1937 gründete er seine eigene Bigband, The Top Hatters, die regulär aus 15 bis 18 Musikern sowie den Bandsängern bestand. Mit dem Orchester ging Savitt regelmäßig auf Tourneen; zu ihrem Songs gehörten „720 in the Books“, „It's A Wonderful World“ und ihre Erkennungsmelodien „Quaker City Jazz“ und „From Out Of Space“.
Seine Band firmierte u. a. unter den Bezeichnungen Jan Savitt & His Top Hatters, the Jan Savitt String Orchestra and Jan Savitt & His Orchestra. Savitt war auch einer der ersten Bigband-Leiter, der einen afro-amerikanischen Bandsänger anstellte, George „Bon Bon“ Tunnell (1912–1975), der mit seinem ausgeprägten Swinggefühl spätere Vokalisten wie Jon Hendricks oder Mel Tormé beeinflusste. Seine weiteren Sänger waren u. a. Carlotta Dale, Allan DeWitt, Joe Martin und Gloria DeHaven.
Jan Savitts Swing-Orchester genoss nicht zuletzt durch die Mitwirkungen an einigen Spielfilmen (Betty Ced, High School Hero und That's My Gal) landesweit eine große Popularität; In seinen verschiedenen Bandformationen spielten eine Reihe später bekannter Jazzmusiker wie Georgie Auld, Tex Beneke, Urbie Green, Chubby Jackson, Vernon Brown, Nick Fatool und George Siravo sowie die Bandsängerin Kitty Kallen. Schallplatten entstanden für Variety, Decca Records, Bluebird Records, Thesaurus und für Victor Records. Zwischen 1938 und 1940 gelangen ihm – beginnend mit dem auf die populäre Radio-Westernserie The Lone Ranger anspielenden Song „Ho-Yo Silver“ (#14) – insgesamt acht Hits in den Billboard-Charts; sein letzter Erfolg war „Make Believe Island“.
In der Nachkriegszeit musste Savitt sein Orchester auf acht Musiker beschränken; er ging an die Westküste der USA und lebte in Nord-Hollywood. Am 3. Oktober 1948 erlitt er auf der Fahrt mit seinen Top Hatters zu einem Auftritt nach Sacramento eine Intrazerebrale Blutung und starb darauf im Alter von 41 Jahren in einem Krankenhaus in Sacramento. Barry Ulanov, der damals Savitts Presseagent war, schrieb einen Nachruf im Metronome, in dem er ihn als einen großen Jazzmusiker rühmte, der jedoch nie völlig seine Nische gefunden hätte.
Savitt komponierte 1939 mit Johnny Watson den Titel „It's a Wonderful World“ (Text: Harold Adamson).

## Diskographische Hinweise
- Jan Savitt & the Tophatters (Canby)
- It's Time to Jump & Shout (Vintage)